# Kim Hee-sun
Kim Hee-sun (nacida el 11 de junio de 1977 en Daegu) es una actriz y presentadora de televisión surcoreana. Alcanzó el reconocimiento en la década de 1990 por su destacada actuación en series de televisión como Men of the Bath House (1995), Propose (1997), Wedding Dress (1997), Forever Yours (1998), Mister Q (1998), Sunflower (1998) y Tomato (1999). Kim también protagonizó las películas de artes marciales Bichunmoo (2000) y El mito (2005), el drama histórico Faith (2012) y el drama familiar Angry Mom (2015).

## Biografía
En 2007 se casó con el empresario Park Joo-young, la pareja le dio la bienvenida a su primera hija Yeon-ah, el 21 de enero de 2009.
El 5 de julio de 2021 su agencia confirmó que sus resultados para COVID-19 habían dado negativo. Esto, luego de realizarse una prueba como medida de prevención, después de que la actriz Cha Ji-yeon (su compañera en el musical "Red Book") diera positivo el día anterior. A pesar de esto, la actriz había decidido mantenerse en cuarentena para cumplir las pautas de cuarentena indicadas por el gobierno de Corea del Sur.

## Carrera
Es miembro de la agencia Hinge Entertainment.
Hee-sun comenzó su carrera como modelo en revistas para adolescentes. En 1993, Kim (entonces estudiante de segundo año de secundaria) apareció en un comercial de galletas de cangrejo de Lotte Samkang, lo que impulsó su debut como actriz en la serie Dinosaur Teacher.
Disfrutó de popularidad a mediados y finales de la década de 1990, protagonizando una gran cantidad de series de televisión en su país natal. Estas series incluyen Men of the Bath House (1995), escrita por Kim Soo-hyun, Propose (1997) y Forever Yours (1998) con Ryu Si-won, Wedding Dress (1997) con Lee Seung-yeon, Mister Q (1998) con Kim Min-jong y Song Yun-ah, Sunflower (1998) con Ahn Jae-wook y Tomato (1999) con Kim Suk-hoon. Kim ganó la máxima condecoración en los premios de la SBS de 1998 por su actuación en Mister Q, convirtiéndose en ese momento en la ganadora más joven de premio, con apenas 21 años. Durante este período también apareció en numerosos anuncios y saltó a la fama, tanto en su país como en el extranjero, como una de las actrices más bellas y progresistas de Corea.
Pero a diferencia de su éxito en televisión, la pantalla grande resultó ser un desafío más grande para la carrera de Kim. Hizo su debut cinematográfico en Repechage de 1997 junto a Jang Dong-gun, y el director Lee Kwang-hoon la contrató posteriormente para su próxima película, Ghost in Love (1999). En su papel más destacado hasta la fecha, Kim interpretó a la hija de un general mongol en la fantasía de artes marciales de gran presupuesto Bichunmoo, filmada en China y lanzada en el verano del año 2000. Su actuación en la película consolidó su posición como estrella de la ola de actores coreanos en China continental, Hong Kong, Taiwán y en todo el sudeste asiático.
A fines de 2001, Kim asumió un papel completamente diferente, se cortó el pelo y protagonizó a una animadora en Wanee & Junah. Aunque su actuación en esta película obtuvo una respuesta favorable de los críticos, la película en sí misma fue un fracaso comercial. Su carrera sufrió un declive en 2003, cuando el melodrama ambientalmente temático A Man Who Went to Mars, coprotagonizado junto a Shin Ha-kyun, se convirtió en un fracaso absoluto de taquilla. Regresó a la televisión con My Fair Lady (2003), adaptada del drama televisivo japonés Yamato Nadeshiko, y con Sad Love Story (2005) donde interpretaba a una cantante ciega. Ambas producciones recibieron calificaciones bajas. Pero gracias a su popularidad entre los televidentes chinos, Kim fue elegida junto a Jackie Chan para protagonizar la película épica El mito, para la que aprendió a hablar mandarín. De vuelta en Corea, la depresión de su carrera continuó con Smile Again en 2006. En 2007 contrajo matrimonio y abandonó la actuación por algunos años, retornando a las pantallas en 2011 en la película china The Warring States.
El 28 de agosto del 2020 se unió al elenco principal de la serie Alice, donde dio vida a Yoon Tae-yi y Park Sun-young, hasta el final de la serie el 24 de octubre del mismo año.
A principios de julio de 2021 se confirmó que se había unido al elenco principal de la serie Tomorrow, donde interpretará a Goo-ryun, una parca intrépida y carismática que lidera el "Equipo de Gestión de Peligros". Tiene una personalidad helada, que aleja a las personas y no crea apegos con quienes la rodean.
En ese mismo mes de julio se anunció su participación en la serie Deseos VIP, con el papel de un ama de casa de clase media que lo pierde todo en un momento y trata de recuperarlo a través de un matrimonio ventajoso.

## Filmografía

### Series de televisión
| Año  | Título              | Personaje                    | Cadena       | Notas        | Ref.                 |
| ---- | ------------------- | ---------------------------- | ------------ | ------------ | -------------------- |
| 2003 | My Fair Lady        | Ha Min-kyung                 | SBS          | 16 episodios |                      |
| 2005 | Sad Love Story      | Park Hye-in                  | MBC          |              |                      |
| 2006 | Smile Again         | Oh Dan-hee                   | SBS          |              |                      |
| 2012 | Faith               | Yoo Eun-soo                  | SBS          | 24 episodios | [ 11 ]               |
| 2014 | Wonderful Days      | Cha Hae-won                  | KBS2         |              |                      |
| 2015 | Mamá enojada        | Jo Kang-ja / Jo Bang-wool    | MBC          | 16 episodios |                      |
| 2016 | Ice Fantasy         | Lian Ji                      | Hunan TV     |              |                      |
| 2017 | The Lady in Dignity | Woo Ah-jin                   | JTBC         | 20 episodios |                      |
| 2020 | Alice               | Yoon Tae-yi / Park Sun-young | SBS          | 16 episodios |                      |
| 2022 | Tomorrow            | Koo Ryeon                    | MBC          |              |                      |
| 2022 | Deseos VIP          | Seo Hye-seung                | JTBC/Netflix | 8 episodios  | [ 10 ] [ 12 ]        |
| 2024 | Bitter Sweet Hell   | Noh Young-won                | MBC          | 12 episodios | [ 13 ] [ 14 ] [ 15 ] |

### Cine
| Año  | Título                 | Rol             |
| ---- | ---------------------- | --------------- |
| 1997 | Repechage              | Eun-hye         |
| 1999 | Ghost in Love          | Jin Chae-byul   |
| 1999 | Calla                  | Kang Ji-hee     |
| 2000 | Bichunmoo              | Sullie          |
| 2001 | Wanee & Junah          | Wa-ni           |
| 2003 | A Man Who Went to Mars | So-hee          |
| 2005 | The Myth               | Princesa Ok-soo |
| 2011 | The Warring States     | Pang Fei        |

### Programas de variedades
| Año             | Título                   | Notas   |
| --------------- | ------------------------ | ------- |
| 2021 - presente | Breakfast Reality Series | miembro |

## Premios y nominaciones
| Año  | Premio                   | Categoría                                                          | Trabajo             | Resultado | Ref.          |
| ---- | ------------------------ | ------------------------------------------------------------------ | ------------------- | --------- | ------------- |
| 2017 | 2nd Asia Artist Awards   | Gran Premio (Daesang)                                              | The Lady in Dignity | Ganadora  | [ 17 ]        |
| 2017 | The Seoul Awards         | Mejor actriz                                                       | The Lady in Dignity | Nominada  | [ 18 ]        |
| 2018 | 54th Baeksang Arts Award | Mejor actriz                                                       | The Lady in Dignity | Nominada  | [ 19 ]        |
| 2020 | 7th APAN Star Award      | Premio de gran excelencia, Actriz en miniserie                     | Alice               | Ganadora  | [ 20 ] [ 21 ] |
| 2020 | 28th SBS Drama Award     | Premio de gran excelencia, Actriz en miniserie de fantasía/romance | Alice               | Nominada  |               |
| 2020 | 28th SBS Drama Award     | Gran Premio (Daesang)                                              | Alice               | Nominada  |               |